# Till Our Days Are Over
Till Our Days Are Over è un singolo del gruppo musicale svedese Lillasyster, pubblicato il 26 febbraio 2022 su etichetta discografica Sony Music Entertainment Sweden.

## Descrizione
Con Till Our Days Are Over il gruppo ha preso parte a Melodifestivalen 2022, la competizione canora svedese utilizzata come processo di selezione per l'Eurovision Song Contest. È la loro seconda partecipazione alla rassegna dopo l'edizione 2021. Essendo risultati i quarti più votati dal pubblico fra i sette partecipanti alla sua semifinale, hanno avuto accesso alla fase dei ripescaggi per la finale, senza però qualificarsi.

## Tracce
Testi e musiche di Jimmy Jansson, Palle Hammarlund, Ian-Paolo Lira e Martin Westerstrand.
1. Till Our Days Are Over – 3:04

## Classifiche
| Classifica (2022) | Posizione massima |
| ----------------- | ----------------- |
| Svezia            | 20                |